# دم‌خاری سرخ‌وسفید
دم‌خاری سرخ‌وسفید (نام علمی: Certhiaxis mustelinus)، گونه‌ای از پرندگان در زیرخانواده Furnariinae از خانواده تنورمرغان (Furnariidae) است که در برزیل، کلمبیا و پرو یافت می‌شود.